# Tortula leucostoma
Tortula leucostoma là một loài Rêu trong họ Pottiaceae. Loài này được (R. Br.) Hook. & Grev. miêu tả khoa học đầu tiên năm 1824.